# Elżbieta Sikora
Elżbieta Sikora (sinh ngày 20 tháng 10 năm 1943 tại Lviv, theo một số nguồn khác thì năm sinh của bà là 1944 hoặc 1945 ) là một nhà soạn nhạc người Ba Lan. Từ năm 1981 đến nay, bà đã và đang thường trú tại Pháp. Sikora là tác giả của nhiều tác phẩm âm nhạc dành cho sân khấu, dàn nhạc giao hưởng, nhạc thính phòng, hợp xướng, thanh nhạc và điện âm. Bà cũng là tác giả của nhiều bản nhạc nền phim.
Elżbieta Sikora từng là học trò của Pierre Schaeffer, François Bayle, Tadeusz Baird và Zbigniew Rudzinski.
Bà được nhận nhiều danh hiệu. Bà đã giành được Giải Nhất trong cuộc thi GEDOK ở Mannheim (1981, cho tác phẩm Guernica, hommage à Pablo Picasso). Bà cũng chiến thắng Prix de la Partition Pédagogique và Prix Stéphane Chapelier-Clergue-Gabriel-Marie; cả hai giải thưởng này đều được SACEM trao vào năm 1994. Ngoài ra, bà còn được nhận Giải thưởng SACD Prix Nouveau Talent Musique vào năm 1996.
Elżbieta Sikora đã soạn nhạc cho các vở opera Ariadna (1977), Derrière son Double (1983), L'arrache-coeur (1992) và Madame Curie (2011). Bà cũng đã soạn nhạc cho các vở ba-lê Blow-up (1980), Waste Land (1983), La Clef De Verre (1986).